# Valparaiso (Nebraska)
Valparaiso je selo u američkoj saveznoj državi Nebraska. Prema popisu stanovništva iz 2010. u njemu je živjelo 570 stanovnika.